# 小行星15567
小行星15567（15567 Giacomelli）是一颗绕太阳运转的小行星，为主小行星带小行星。该小行星于2000年4月5日发现。

## 轨道参数
小行星15567的轨道半长轴为2.9677064 UA，离心率为0.04。